# Liste der südafrikanischen Botschafter in Dänemark
Die Botschaft befindet sich am Gammel Vartov Vej 8 in Kopenhagen.

## Geschichte
Bis 1988 war der Botschafter in Brüssel regelmäßig auch in Kopenhagen akkreditiert. Es gab gegenüber dem Apartheidregime in Dänemark eine kritische Öffentlichkeit, was sich nicht zuletzt in einer Konsulatsbesetzung 1989 manifestierte. Dem Generalkonsul Antonie Eduard Loubser wurde in der Folge von der Regierung Poul Schlüter das Agrément zum Botschafter erteilt, obwohl er vorher als Botschafter in Israel gegen den dänischen Außenminister Uffe Ellemann-Jensen intrigiert hatte.
| Ernennung Akkreditierung | Botschafter                       | Bemerkung | Regierung in Südafrika   | akkreditiert während der Regierung | Posten verlassen |
| ------------------------ | --------------------------------- | --- | ------------------------ | ---------------------------------- | ---------------- |
| 1947                     | Håkon Marius Christiansen         | Generalkonsul (* 23. Januar 1893; † 20. September 1960); 1893 The East Asiatic Company Limited, 2 Holbersgade | Pieter Willem Botha      | Knud Kristensen                    | 1960             |
| 1988                     | Antonie Eduard Loubser            | 1989 wurde das Generalkonsulat von etwa 150 Personen besetzt.                                                 | Pieter Willem Botha      | Poul Schlüter                      | 1989             |
| 1990                     | Antonie Eduard Loubser            | | Frederik Willem de Klerk | Poul Schlüter                      | Juli 1991        |
| Juli 1991                | Conrad Sidego                     | Bürgermeister von Stellenbosch Municipality                                                                   | Frederik Willem de Klerk | Poul Schlüter                      | 1996             |
| 1999                     | Themba Muziwakhe Nicholas Kubheka | [ 3 ] | Thabo Mbeki              | Poul Nyrup Rasmussen               | 8. Nov. 2001     |
| 20. Sep. 2001            | Stephen Pandula Gawe              | | Thabo Mbeki              | Anders Fogh Rasmussen              | 2004             |
| 2006                     | Dolana Faith Msimang              | (* 17. Januar 1957) ab Juni 2010 Botschafterin in Paris                                                       | Thabo Mbeki              | Anders Fogh Rasmussen              | Mai 2010         |
| Juni 2010                | Samkelisiwe Isabel Mhlanga        | ab 17. Januar 2011 auch in Vilnius akkreditiert.                                                              | Jacob Zuma               | Lars Løkke Rasmussen               | 2014             |